# Winklera patrinoides
Winklera patrinoides är en korsblommig växtart som beskrevs av Eduard August von Regel. Winklera patrinoides ingår i släktet Winklera och familjen korsblommiga växter.

## Underarter
Arten delas in i följande underarter:
- W. p. chitralica
- W. p. patrinoides